# Buszbok subsaharyjski
Buszbok subsaharyjski(Tragelaphus scriptus) – gatunek ssaka z rodziny wołowatych (Bovidae). Obejmuje osiem podgatunków.

## Występowanie
Występuje na terenie Afryki środkowej. Przebywa głównie na sawannie oraz w zaroślach. Według danych z 2016 roku ich populacja ilczy od 1mln-1,5mln.

## Charakterystyka

### Wygląd
Zwykle osiągają od 25 do 80 kg, a w kłębie osiągają od 70 do 100 cm. Samice są nieco mniejsze i lżejsze od samców. Tylko samce mają rogi, zazwyczaj raz zakręcone. Rogi mogą osiągnąć do 0,5 m. Mają brązowe umaszczenie, samice są jaśniejsze od samców. Na grzbiecie mają białe plamki. 

### Rozmnażanie
Ciąża trwa około pół roku, a z jednego miotu rodzi się zwykle jedno młode. Świeżo narodzone osobniki mają około 4 kg. Młode osiągają dojrzałość po około 500 dniach. 

### Styl życia
W niewoli dożywają zwykle do 15 lat. Zwykle widywane są pojedynczo lub w małych grupach. Prowadzą nocny tryb życia, ale mogą być aktywne również o świcie oraz zmierzchu.

### Dieta
Żywią się roślinami. Najczęściej jedzą liście oraz zioła, sporadycznie jedzą świeżą trawę.